# Mark Philippoussis
Mark Anthony Philippoussis (/fɪlɪˈpuːsɪs/, sinh ngày 7 tháng 11 năm 1976) là cựu vận động viên quần vợt người Úc gốc Hi Lạp và Italia. Thi đấu chuyên nghiệp từ năm 1994, đỉnh cao sự nghiệp của anh là 2 chức vô địch Davis Cup vào các năm 1999 và 2003 cùng đội tuyển Úc khi giành chiến thắng trong cả hai trận đấu quyết định ở chung kết. Ngoài ra, anh cũng từng lọt vào tới chung kết Grand Slam Mỹ mở rộng năm 1999 và Wimbledon năm 2003, để thua trước Patrick Rafter và Roger Federer. Thứ hạng cao nhất trong sự nghiệp của anh là số 8 thế giới.
Philippoussis sau đó còn tham gia một số chương trình truyền hình thực tế tại Mỹ, như chương trình hẹn hò Age of Love. Anh có biệt danh là Scud, đặt theo tên lửa Scud của Liên Xô thời Chiến tranh Lạnh.